# Alive II Tour
Alive II Tour è un tour del gruppo hard rock Kiss, intrapreso negli Stati Uniti e in Giappone tra il 14 novembre 1977 e il 2 aprile 1978 per promuovere il secondo album live del gruppo, intitolato Alive II, pubblicato durante il tour.

## Storia
L'Alive II Tour vide i Kiss eseguire 5 serate sold-out al Budokan di Tokyo, battendo il loro precedente record di 4 un anno prima, oltre a battere il primato precedente dei Beatles. Suonarono anche 3 notti, che andarono esaurite, al Madison Square Garden, nella loro città natale di New York, con più notti in molte altre città, tra cui San Antonio, Landover, nel Maryland, Chicago, Detroit, Providence e Rhode Island. Il pubblico della band era principalmente composto da giovani adolescenti. Gli AC/DC furono il gruppo spalla in diversi concerti di questo tour. I costumi e lo spettacolo teatrale furono ripresi dal Love Gun Tour, con piccole modifiche apportate alla scaletta.
Durante lo spettacolo a Pittsburgh, Peter Criss svenne nel bel mezzo del concerto. Dopo un breve intervallo, tornò per finire lo spettacolo con gli altri membri della band. La band fu anche innevata durante lo spettacolo a Richfield.
Nel programma del tour finale della band, Simmons ha riflettuto su questo:
(Gene Simmons, 2019)

## Recensioni
Barry Paris, un giornalista del Pittsburgh Post-Gazette, che assistette allo spettacolo della Civic Arena di Pittsburgh, diede allo spettacolo una recensione positiva, affermando: "Kiss (i cui membri riconoscono che la loro musica non è "niente di profondo") è un atto simpatico non così molto a causa ma nonostante il suo espediente. Il fattore cruciale è la loro buona (ma non eccezionale) abilità musicale, che equivale a un tipo di rock 'n roll Si-diesis/La-bemolle e accidenti, come puoi non fare a meno come i fan dalla faccia fresca che attirano?".

## Date e tappe
| Data                   | Città                  | Stato                  | Luogo                             |
| America Settentrionale | America Settentrionale | America Settentrionale | America Settentrionale            |
| ---------------------- | ---------------------- | ---------------------- | --------------------------------- |
| 14 novembre 1977       | Oklahoma City          | Stati Uniti            | Myriad Convention Center          |
| 17 novembre 1977       | Denver                 | Stati Uniti            | McNichols Sports Arena            |
| 19 novembre 1977       | Abilene                | Stati Uniti            | Taylor County Expo Center         |
| 20 novembre 1977       | Lubbock                | Stati Uniti            | Lubbock Municipal Coliseum        |
| 22 novembre 1977       | San Antonio            | Stati Uniti            | Freeman Coliseum                  |
| 23 novembre 1977       | San Antonio            | Stati Uniti            | Freeman Coliseum                  |
| 26 novembre 1977       | Tulsa                  | Stati Uniti            | Tulsa Convention Center           |
| 27 novembre 1977       | Kansas City            | Stati Uniti            | Kemper Arena                      |
| 29 novembre 1977       | Des Moines             | Stati Uniti            | Iowa Veterans Memorial Auditorium |
| 30 novembre 1977       | Omaha                  | Stati Uniti            | Omaha Civic Auditorium            |
| 2 dicembre 1977        | Saint Paul             | Stati Uniti            | St. Paul Civic Center             |
| 3 dicembre 1977        | Madison                | Stati Uniti            | Dane County Expo Center Coliseum  |
| 6 dicembre 1977        | Wichita                | Stati Uniti            | Kansas Coliseum                   |
| 7 dicembre 1977        | Saint Louis            | Stati Uniti            | St. Louis Arena                   |
| 9 dicembre 1977        | Memphis                | Stati Uniti            | Mid-South Coliseum                |
| 11 dicembre 1977       | Indianapolis           | Stati Uniti            | Market Square Arena               |
| 12 dicembre 1977       | Louisville             | Stati Uniti            | Freedom Hall                      |
| 14 dicembre 1977       | New York               | Stati Uniti            | Madison Square Garden             |
| 15 dicembre 1977       | New York               | Stati Uniti            | Madison Square Garden             |
| 16 dicembre 1977       | New York               | Stati Uniti            | Madison Square Garden             |
| 19 dicembre 1977       | Largo                  | Stati Uniti            | Capital Center                    |
| 20 dicembre 1977       | Largo                  | Stati Uniti            | Capital Center                    |
| 22 dicembre 1977       | Filadelfia             | Stati Uniti            | The Spectrum                      |
| 27 dicembre 1977       | Baton Rouge            | Stati Uniti            | LSU Assembly Center               |
| 29 dicembre 1977       | Birmingham             | Stati Uniti            | BJCC Arena                        |
| 30 dicembre 1977       | Atlanta                | Stati Uniti            | The Omni                          |
| 31 dicembre 1977       | Greensboro             | Stati Uniti            | Greensboro Coliseum               |
| 3 gennaio 1978         | Miami                  | Stati Uniti            | Sport Auditorium                  |
| 5 gennaio 1978         | Charlotte              | Stati Uniti            | Charlotte Coliseum                |
| 6 gennaio 1978         | Columbia               | Stati Uniti            | Carolina Coliseum                 |
| 8 gennaio 1978         | Cleveland              | Stati Uniti            | Richfield Coliseum                |
| 10 gennaio 1978        | Cincinnati             | Stati Uniti            | Riverfront Coliseum               |
| 11 gennaio 1978        | Huntington             | Stati Uniti            | Huntington Civic Center           |
| 13 gennaio 1978        | Pittsburgh             | Stati Uniti            | Civic Arena                       |
| 15 gennaio 1978        | Chicago                | Stati Uniti            | Chicago Stadium                   |
| 16 gennaio 1978        | Chicago                | Stati Uniti            | Chicago Stadium                   |
| 18 gennaio 1978        | Lexington              | Stati Uniti            | Rupp Arena                        |
| 20 gennaio 1978        | Detroit                | Stati Uniti            | Olympia Stadium                   |
| 21 gennaio 1978        | Detroit                | Stati Uniti            | Olympia Stadium                   |
| 23 gennaio 1978        | Evansville             | Stati Uniti            | Roberts Municipal Stadium         |
| 25 gennaio 1978        | Buffalo                | Stati Uniti            | War Memorial Auditorium           |
| 27 gennaio 1978        | Springfield            | Stati Uniti            | Springfield Civic Center          |
| 28 gennaio 1978        | New Haven              | Stati Uniti            | New Haven Coliseum                |
| 30 gennaio 1978        | Filadelfia             | Stati Uniti            | The Spectrum                      |
| 2 febbraio 1978        | Providence             | Stati Uniti            | Providence Civic Center           |
| 3 febbraio 1978        | Providence             | Stati Uniti            | Providence Civic Center           |
| Asia                   |                        |                        |                                   |
| 28 marzo 1978          | Tokyo                  | Giappone               | Budokan                           |
| 29 marzo 1978          | Tokyo                  | Giappone               | Budokan                           |
| 31 marzo 1978          | Tokyo                  | Giappone               | Budokan                           |
| 1 aprile 1978          | Tokyo                  | Giappone               | Budokan                           |
| 2 aprile 1978          | Tokyo                  | Giappone               | Budokan                           |

### Dati del punteggio al botteghino
Elenco dei dati di punteggio al botteghino con data, città, stato, luogo, presenze, lordo, riferimenti.
| Data             | Città       | Stato       | Luogo                  | Presenze | Lordo    | Riferimenti |
| ---------------- | ----------- | ----------- | ---------------------- | -------- | -------- | ----------- |
| 17 novembre 1977 | Denver      | Stati Uniti | McNichols Sports Arena | 10,586   | $94,852  | [ 7 ]       |
| 27 novembre 1977 | Kansas City | Stati Uniti | Kemper Arena           | 13,613   | $100,151 | [ 8 ]       |
| 23 gennaio 1978  | Evansville  | Stati Uniti | Roberts Stadium        | 14,144   | $109,298 | [ 9 ]       |
| 25 gennaio 1978  | Buffalo     | Stati Uniti | Memorial Auditorium    | 17,500   | $112,636 | [ 9 ]       |
| 27 gennaio 1978  | Springfield | Stati Uniti | Civic Center           | 10,395   | $72,765  | [ 9 ]       |
| 28 gennaio 1978  | New Haven   | Stati Uniti | Coliseum               | 10,407   | $76,000  | [ 9 ]       |

## Scaletta
1. I Stole Your Love
2. King Of The Night Time World
3. Ladies Room
4. Firehouse
5. Love Gun
6. Let Me Go, Rock 'N Roll
7. Makin' Love
8. Christine Sixteen
9. Shock Me
10. I Want You
11. Calling Dr. Love
12. Shout It Out Loud
13. God Of Thunder
14. Rock And Roll All Nite

### Altre canzoni
1. Detroit Rock City
2. Beth
3. Black Diamond

### Curiosità
La scaletta di questo tour era quasi identica a quella del Love Gun Tour, con le uniche eccezioni come King Of The Night Time World e Let Me Go, Rock 'N Roll, che presero il posto di Take Me e Hooligan.

## Formazione
- Gene Simmons - basso, voce
- Paul Stanley - chitarra ritmica, voce
- Peter Criss - batteria, voce
- Ace Frehley - chitarra solista, voce

### Fonti
- (EN) Curt Gooch e Jeff Suhs, Kiss Alive Forever: The Complete Touring History, in Billboard Books, New York, 2002, ISBN 0-8230-8322-5.